# Antonio Berlese
Pour les articles homonymes, voir Berlese.
Antonio Berlese (26 juin 1863 à Padoue, 24 octobre 1927 à Florence) est un entomologiste et botaniste italien.

## Biographie

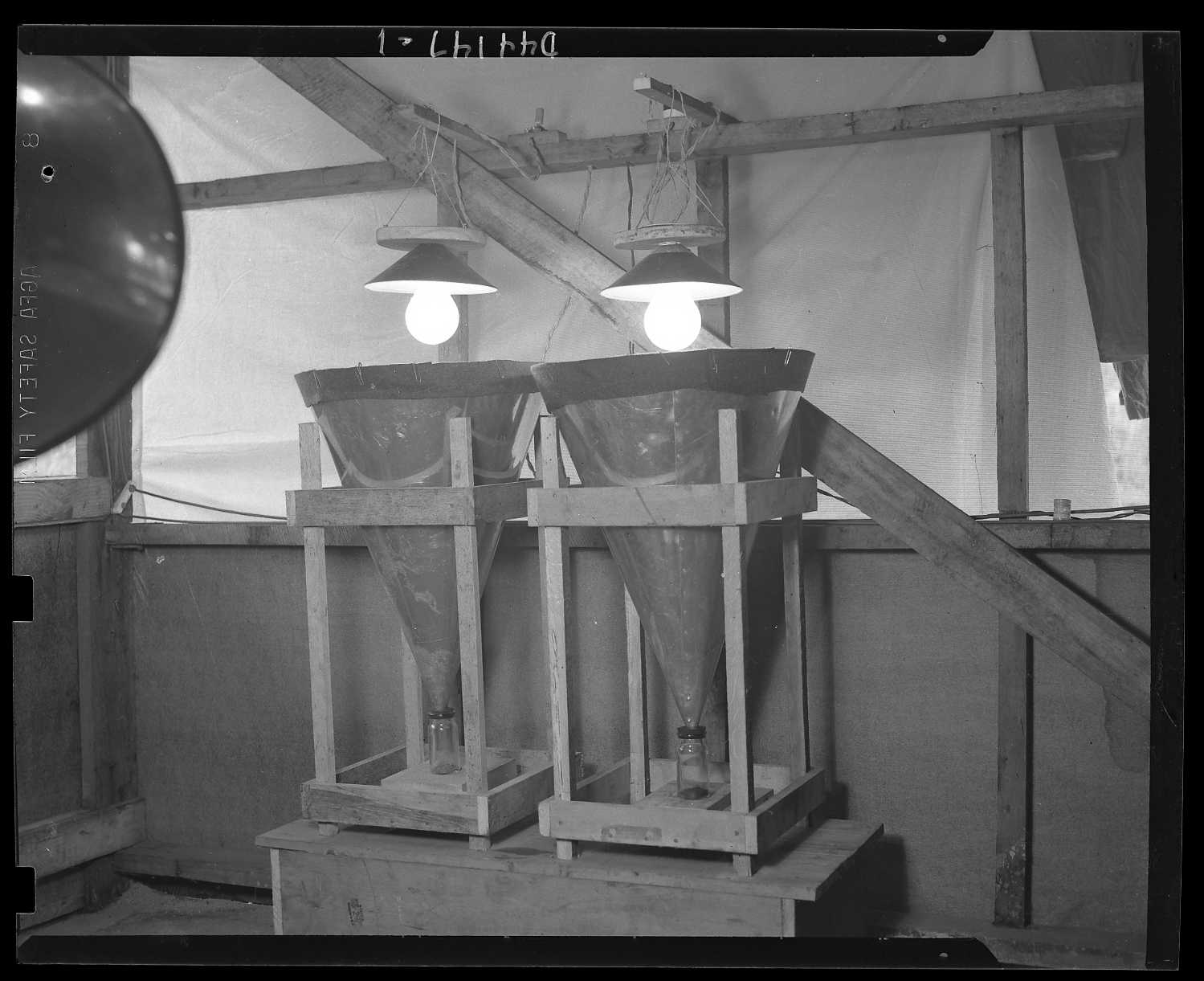
Deux "pièges Berlése" (destinés à collecter et piéger les insectes du sol, dans ce cas utilisés par les médecins militaires américains) Source : Archives médicales militaires des États-Unis

Élève de Giovanni Canestrini (1835-1900), il fait des études de zoologie à l’école supérieure de Portici et obtient un poste à l’Institut d’entomologie agricole en 1903. Fonction qu’il conserve jusqu’à sa mort.
Il travaille sur les insectes nuisibles, notamment des arbres fruitiers. Parmi les 300 articles qu’il publie durant sa vie, il faut citer les deux livres Gli insetti loro organizzazione, sviluppo, abitudini e rapporti con l’uomo (en deux volumes, 1909 et 1925) et la série intitulée Acari, Myriapoda et Scorpiones hucusque in Italie reperta qui paraît entre 1888 et 1900 et qui compte 101 numéros illustrés près de mille planches, réalisées par Berlése lui-même. C'est un grand spécialiste des Hémiptères Coccoidea.

Schéma de l'appareil de Berlése

Avec sa sœur, (1864-1903), spécialiste des maladies des végétaux et des champignons, ils fondent la Rivista di patologia vegetale en 1892. En 1903, il fonde la revue Redia qu’il dirige jusqu’à sa mort. Cette publication souhaite promouvoir les études zoologiques dans le domaine de l’agriculture, des forêts et des villes, avec une prédominance pour l’entomologie, l’acarologie et la nématologie, tant pour améliorer les connaissances taxinomiques de ces groupes que celles des moyens de luttes contre leurs nuisances.
Son nom est associé à un système d’extraction de la petite faune du sol, appelé « appareil (ou entonnoir) de Berlése », encore largement utilisé de nos jours. L'illustration ci-contre montre un schéma de son installation. Le dispositif est simple et repose sur la crainte de la lumière et de la sécheresse des animaux vivant dans le sol. Un entonnoir contient de l'humus. Une source de chaleur comme une simple lampe électrique, chauffe l'humus. Les animaux qu'elle contient fuyant la dessiccation de l'humus descendent dans l'entonnoir, un filtre à maille large empêche l'humus de tomber mais pas les animaux. Ceux-ci finissent par tomber dans un liquide conservateur (contenu dans un récipient).